# Pusté Čemerné
Pusté Čemerné (ungarisch Márkcsemernye) ist eine Gemeinde im Osten der Slowakei mit 417 Einwohnern (Stand 31. Dezember 2024), die zum Okres Michalovce, einem Teil des Košický kraj, gehört und in der traditionellen Landschaft Zemplín liegt.

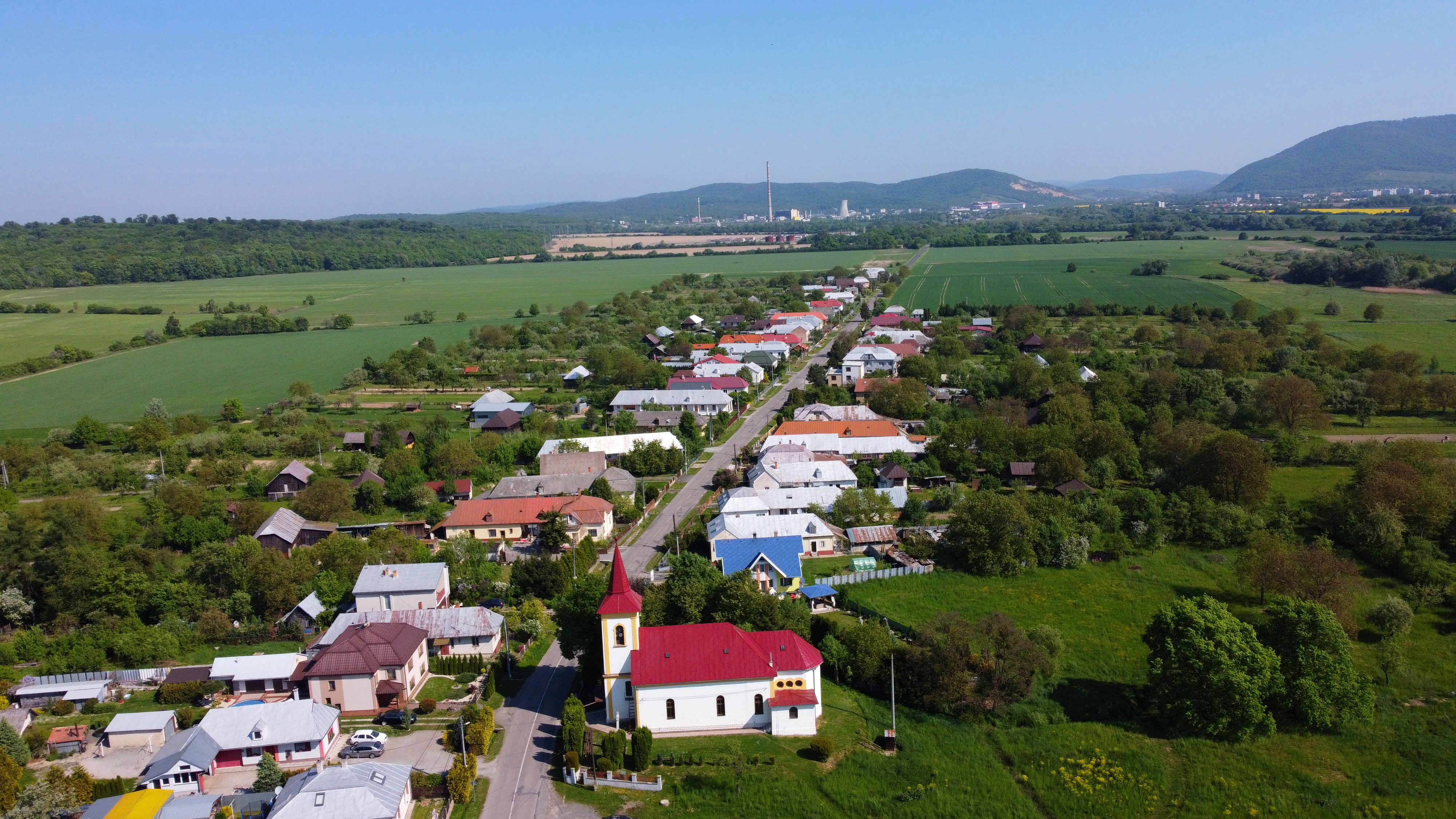
Blick zum Ort

## Geographie
Die Gemeinde befindet sich im Ostslowakischen Hügelland im Ostslowakischen Tiefland unterhalb des Rückens von Pozdišovce, rechtsseitig des kanalisierten Flusses Duša im Einzugsgebiet des Laborec. Das Ortszentrum liegt auf einer Höhe von 135 m n.m. und ist viereinhalb Kilometer von Strážske sowie 16 Kilometer von Michalovce entfernt.
Nachbargemeinden sind Strážske im Norden, Voľa im Osten, Nacina Ves im Südosten und Süden, Poša im Westen und Nižný Hrabovec im Nordwesten.

## Geschichte
Das Gemeindegebiet von Pusté Čemerné wurde in der Jungsteinzeit und älteren Bronzezeit besiedelt, mit Funden von Hügelgräbern der Kultur ostslowakischer Hügelgräber.
Pusté Čemerné wurde zum ersten Mal 1254 als Chemerna schriftlich erwähnt, weitere historische Bezeichnungen sind unter anderen Zemaria (1333), Chemernye (1405), Postj Cžemerne (1773) und Cžemerné (1808). Im Jahr der Ersterwähnung schenkte Béla IV. den Ort an Gregor. 1332 wurde die Existenz einer Pfarrei sowie der Kirche St. Elisabeth überliefert. Das Dorf hatte im Lauf der Jahrhunderte mehrere Gutsherren und wechselte häufig die Besitzer. 1747 gehörten die Ortsgüter der Familie Dravetzky, 1755 den Familien Sztáray, Szirmay und Okolicsányi und im 19. Jahrhundert der Familie Széchy.
1715 gab es fünf verlassene und sieben bewohnte Haushalte. 1787 hatte die Ortschaft 37 Häuser und 272 Einwohner, 1828 zählte man 63 Häuser und 467 Einwohner, die als Landwirte und Waldarbeiter beschäftigt waren.
Bis 1918/1919 gehörte der im Komitat Semplin liegende Ort zum Königreich Ungarn und kam danach zur Tschechoslowakei beziehungsweise heute Slowakei. Auch in der Zeit der ersten tschechoslowakischen Republik war Pusté Čemerné ein landwirtschaftlich geprägtes Dorf.

## Bevölkerung
| Jahr                | 1994 | 2004    | 2014    | 2024    |
| ------------------- | ---- | ------- | ------- | ------- |
| Anzahl der Personen | 374  | 372     | 352     | 374     |
| Unterschied         |      | −0,53 % | −5,37 % | +6,25 % |

| Jahr                | 2023 | 2024    |
| ------------------- | ---- | ------- |
| Anzahl der Personen | 364  | 374     |
| Unterschied         |      | +2,74 % |

Nach der Volkszählung 2011 wohnten in Pusté Čemerné 348 Einwohner, davon 337 Slowaken und vier Tschechen. Sieben Einwohner machten keine Angabe zur Ethnie.
189 Einwohner bekannten sich zur römisch-katholischen Kirche, 121 Einwohner zur griechisch-katholischen Kirche, neun Einwohner zur orthodoxen Kirche, acht Einwohner zur Evangelischen Kirche A. B., fünf Einwohner zu den Zeugen Jehovas und ein Einwohner zur evangelisch-methodistischen Kirche 15 Einwohner waren konfessionslos und bei 36 Einwohnern wurde die Konfession nicht ermittelt.

## Bauwerke und Denkmäler
- griechisch-katholische Nikolauskirche im barock-klassizistischen Stil aus dem späten 18. Jahrhundert[6]

## Verkehr
Durch Pusté Čemerné führt die Cesta III. triedy 3735 („Straße 3. Ordnung“) von Strážske (Anschluss an die Cesta I. triedy 18 („Straße 1. Ordnung“)) nach Lesné. Der Ort hat eine Haltestelle an der Bahnstrecke Michaľany–Łupków.